# Porqueira
Porqueira és un municipi de la província d'Ourense a Galícia. Pertany a la Comarca da Limia.
| 3.058 | 2.899 | 3.104 | 1.952 | 1.130 |
| Fonts: INE i IGE (Els criteris de registre censal variaren i les dades de l'INE i de l'IGE poden no coincidir.) |       |       |       |       |